# Tuğba Güvenç
Tuğba Güvenç (ur. 9 lipca 1994) – turecka lekkoatletka specjalizująca się w biegach długodystansowych.
Na międzynarodowej imprezie rangi mistrzowskiej zadebiutowała w 2013, startując na europejskim czempionacie w biegach przełajowych. Złota medalistka młodzieżowych mistrzostw Europy w biegu na 3000 metrów z przeszkodami (2015). W tym samym roku odpadła w eliminacjach podczas światowego czempionatu w Pekinie, podobnie jak dwa lata później w Londynie na kolejnych mistrzostwach globu.
Rekord życiowy w biegu na 3000 metrów z przeszkodami: 9:25,58 (20 sierpnia 2022, Monachium).

## Osiągnięcia
| Rok  | Impreza                                   | Miejsce        | Konkurencja                   | Lokata      | Wynik    |
| ---- | ----------------------------------------- | -------------- | ----------------------------- | ----------- | -------- |
| 2013 | Mistrzostwa Europy w biegach przełajowych | Belgrad        | bieg juniorek na 4 km         | 24. miejsce | 13:59    |
| 2015 | Młodzieżowe mistrzostwa Europy            | Tallinn        | bieg na 3000 m z przeszkodami | 1. miejsce  | 9:36,14  |
| 2015 | Mistrzostwa świata                        | Pekin          | bieg na 3000 m z przeszkodami | eliminacje  | 9:58,07  |
| 2016 | Igrzyska olimpijskie                      | Rio de Janeiro | bieg na 3000 m z przeszkodami | eliminacje  | 9:49,93  |
| 2016 | Mistrzostwa Europy w biegach przełajowych | Chia           | bieg młodzieżowców            | 11. miejsce | 20:01    |
| 2017 | Halowe mistrzostwa Europy                 | Belgrad        | bieg na 3000 metrów           | eliminacje  | 9:35,86  |
| 2017 | Igrzyska solidarności islamskiej          | Baku           | bieg na 3000 m z przeszkodami | 4. miejsce  | 9:26,09  |
| 2017 | I liga drużynowych mistrzostw Europy      | Vaasa          | bieg na 3000 m z przeszkodami | 3. miejsce  | 9:41,03  |
| 2017 | Mistrzostwa świata                        | Londyn         | bieg na 3000 m z przeszkodami | eliminacje  | 10:13,03 |
| 2017 | Uniwersjada                               | Tajpej         | bieg na 3000 m z przeszkodami | 1. miejsce  | 9:51,27  |
| 2019 | Uniwersjada                               | Neapol         | bieg na 3000 m z przeszkodami | 8. miejsce  | 10:08,19 |
| 2019 | I liga drużynowych mistrzostw Europy      | Sandnes        | bieg na 3000 m z przeszkodami | 5. miejsce  | 10:01,91 |
| 2019 | Mistrzostwa świata                        | Doha           | bieg na 3000 m z przeszkodami | eliminacje  | 10:13,79 |
| 2022 | Mistrzostwa Europy                        | Monachium      | bieg na 3000 m z przeszkodami | 5. miejsce  | 9:25,58  |
| 2023 | I dywizja drużynowych mistrzostw Europy   | Chorzów        | bieg na 3000 m z przeszkodami | 4. miejsce  | 9:47,31  |
| 2023 | Mistrzostwa świata                        | Budapeszt      | bieg na 3000 m z przeszkodami | eliminacje  | 9:50,96  |